# Bandits
Bandits es una película estadounidense de 2001, dirigida por Barry Levinson y protagonizada por Bruce Willis, Billy Bob Thornton y Cate Blanchett.
La filmación comenzó en octubre de 2000 y terminó en febrero de 2001. Thornton recibió el premio al mejor actor otorgado por National Board of Review en 2001 y fue nominado al Globo de Oro al mejor actor - Comedia o musical. Cate Blanchett también recibió una nominación al Globo de Oro a la mejor actriz - Comedia o musical.

## Argumento
Dos amigos y convictos, uno carismático, Joe (Bruce Willis), y otro neurótico e hipocondríaco, Terry (Billy Bob Thornton), escapan de la Penitenciaría Estatal de Oregón en un camión hormigonera y comienzan una serie de robos de bancos, con la esperanza de cumplir el sueño que comparten. Pronto son conocidos como los "Bandidos dormilones" o los "Bandidos invitados", debido a su modus operandi: primero secuestran al gerente del banco la noche antes del robo, pasan la noche con la familia del gerente y, temprano en la mañana, todos van juntos al banco a recoger el dinero. Usando al aspirante a doble de acción, no muy astuto, Harvey (Troy Garity) como su conductor para las vigilancias y escapes, los tres realizan exitosamente varios asaltos a bancos, lo que provoca que sean incluidos en la lista de los 10 fugitivos más buscados del FBI.
Cuando un ama de casa, Kate (Cate Blanchett), decide huir de su desastroso matrimonio, termina en las manos de los criminales. Aunque inicialmente siente atracción hacia Joe, también termina en la cama con Terry, lo cual crea un confuso triángulo amoroso.
Juntos huyen y se las arreglan para realizar unos cuantos robos más, pero poco después ambos hombres empiezan a pelear por Kate, y ella decide dejarlos. Los dos ladrones entonces eligen planear un último golpe.
La historia es narrada en flashback, enmarcado por el último robo del dúo al Álamo Bank, y contada a la larga por Grandes Criminales, un reality show ficticio. El show muestra la historia del último asalto, cuando fracasa debido a la alerta que Kate le da a la policía, y Joe y Terry son atrapados en el acto. Ambos comienzan a discutir, cuando Joe le dice a la policía "¡No nos tomarán vivos!" y la discusión llega al punto en que los dos hombres se disparan uno al otro hasta morir.
Pero al final del filme se relata la verdadera historia del último trabajo, cuando los cuerpos son llevados en una ambulancia y el plan del dúo es revelado. Habían utilizado sangre falsa y dispositivos de efectos especiales para aparentar sus muertes en el tiroteo, escapando posteriormente cuando Harvey simula un accidente con la ambulancia haciéndola estallar, con lo cual hacen creer al público que los cadáveres fueron destruidos.
Nuevamente reunidos, Joe, Terry y Kate se van a México a vivir su sueño.

## Reparto
- Bruce Willis - Joe Blake
- Billy Bob Thornton - Terry Collins
- Cate Blanchett - Kate Wheeler
- Troy Garity - Harvey Pollard
- Brían F. O'Byrne - Darill Miller
- Stacey Travis - Cloe Miller
- Bobby Slayton - Darren Head
- January Jones - Claire
- William Converse-Roberts - Charles Wheeler